# Ażdacha
Ażdacha – w wierzeniach Słowian bałkańskich, złowrogi smokokształtny duch powietrzny, lokalna nazwa ogólnosłowiańskiego żmija. Wiara w ażdachy występuje również na Ukrainie.
Jest wirem powietrznym lub wodnym, wichrem lub chmurą. Ma porywać ludzi, woły i konie.
Bywa kojarzony z Aži Dahaką – mitycznym królem-smokiem panującym w Arianem Waedżo.